# Bistum Alba
Das Bistum Alba (lat.: Dioecesis Albae Pompeiensis, ital.: Diocesi di Alba) ist eine in Italien gelegene römisch-katholische Diözese mit Sitz in Alba.

## Geschichte
Das Bistum Alba wurde im 4. Jahrhundert errichtet. 1803 wurde das Bistum Alba aufgelöst und das Territorium wurde dem Bistum Asti angegliedert. Am 17. Juli 1817 wurde das Bistum Alba durch Papst Pius VII. mit der Apostolischen Konstitution Beati Petri erneut errichtet.
Das Bistum ist dem Erzbistum Turin als Suffraganbistum unterstellt.

## Weblinks

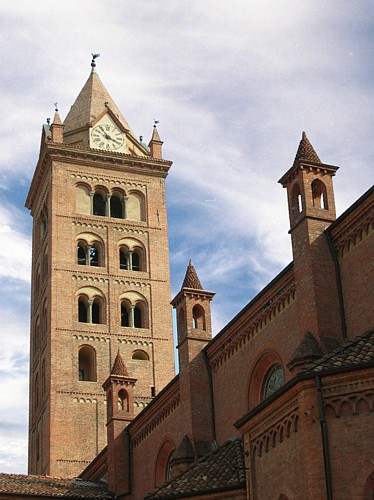
Kathedrale San Lorenzo in Alba